# Вера (фильм, 1985)
«Вера» (хинди ऐतबार, Aitbaar) — индийская детективная мелодрама 1985 года. Фильм снят по мотивам триллера Альфреда Хичкока «В случае убийства набирайте „М“» (1954).

## Сюжет
Бывший теннисист (Джайдип) женат на дочери владельца компании по производству спортивного инвентаря (Неха Кханна), которую он никогда не любил. После смерти тестя наследство переходит к его дочери, а Джайдип не может распоряжаться имуществом так свободно, как ему бы того хотелось, а потому чувствует себя несчастным. Он пытается разрешить все свои проблемы грубым и жестоким обращением с молодой доверчивой женщиной, в надежде, что его действия доведут до отчаяния и она придет к мысли покончить с собой.

## В ролях
| Актёр           | Роль                       |
| --------------- | -------------------------- |
| Димпл Кападия   | Неха Кханна                |
| Радж Баббар     | муж Нехи Джайдип           |
| Суреш Оберой    | Сагар                      |
| Дэнни Дензонгпа | комиссар полиции Баруа     |
| Шарат Саксена   | убийца Викрамджит          |
| Анупам Кхер     | прокурор                   |
| Лина Дас        | танцовщица                 |
| Хума Хан        | танцовщица                 |
| Прадип Синх     | инспектор Хариш            |
| Ганшьям Рохера  | мужчина в телефонной будке |
| Шиврадж         | офис-менеджер Джайдипа     |
| Панкадж Капур   | адвокат                    |

## Саундтрек
Вся музыка написана Баппи Лахири.
| №  | Название                         | Исполнители                 | Длительность |
| -- | -------------------------------- | --------------------------- | ------------ |
| 1. | «Kisi Nazar Ko Tera Intezar Aaj» | Бхупиндер Сингх, Аша Бхосле | 7:45         |
| 2. | «Awaaz Di Hai»                   | Бхупиндер Сингх, Аша Бхосле | 7:47         |
| 3. | «Khali Peeli Pyar Se»            | Ила Арун                    | 4:38         |
| 4. | «Tum Aur Main»                   | Аша Бхосле                  | 7:04         |
| 5. | «Tu Ru Ru Ru»                    | Майя Гхош                   | 3:11         |

## Прокат в СССР
В 1991 году Всесоюзное объединение по экспорту и импорту кинофильмов «Совэкспортфильм» приобрело фильм для проката на территории СССР сроком на 7 лет с даты первого выпуска без права показа по телевидению.
На российские экраны фильм вышел в августе 1991 года. Демонстрировался в двух сериях, для любой аудитории, кроме показа на специальных сеансах для детей.
Дубляж выполнен на Киностудии имени М. Горького
Роли дублировали
- Анна Каменкова — Неха
- Валерий Рыжаков — Джайдип
- Владимир Герасимов — Сагар
- Тимофей Спивак — комиссар Баруа
- Владимир Кузнецов — Викрамджит
- Вадим Андреев — прокурор
- Олег Мокшанцев — инспектор Хариш

Режиссёр дубляжа: Серафима Фёдорова

Звукооператор: Ирина Дунаевская

Автор литературного перевода: Валентина Тэжик

Редактор: Светлана Ахметжанова